# Chamaesyrphus nigricornis
Chamaesyrphus nigricornis is een vliegensoort uit de familie van de zweefvliegen (Syrphidae). De wetenschappelijke naam van de soort is voor het eerst geldig gepubliceerd in 1924 door Santos Abreu.